# 28 април
28 април е 118-ият ден в годината според григорианския календар (119-и през високосна година). Остават 247 дни до края на годината.

## Събития
- 1770 г. – Капитан Джеймс Кук на борда на кораба Индевър акостира в Австралия.
- 1788 г. – Мериленд става 7-ият щат, който приема Конституцията на САЩ.
- 1867 г. – Панайот Хитов преминава от Румъния в България с чета, на която знаменосец е Васил Левски.
- 1920 г. – Азербайджан става част от Руската империя.
- 1921 г. – Хосе Раул Капабланка става третият световен шампион по шахмат.
- 1932 г. – Започва използването на ваксина против жълта треска.
- 1945 г. – Втората световна война: Бенито Мусолини и любовницата му Клара Петачи са екзекутирани от членове на италианската съпротива.
- 1947 г. – Тор Хейердал в екипаж с още петима души отплават от Перу на Кон-Тики, за да докажат, че древните перуанци са населили Полинезия.
- 1952 г. – Дуайт Айзенхауер се оттегля от поста Върховен главнокомандващ на НАТО.
- 1952 г. – Влиза в сила Договорът от Сан Франциско, който слага край на окупацията на Япония от бившите Съюзници през Втората световна война.
- 1969 г. – Шарл де Гол подава оставка като президент на Франция, след като на референдум избирателите отхвърлят предложените от правителството реформи.
- 1978 г. – Първият президент на Афганистан, Мохамед Дауд Хан, е свален от власт чрез държавен преврат и убит от прокомунистически поддръжници.
- 1988 г. – Близо до Мауи, Хаваи, стюардесата Кларабел „C.B.“ Лансинг изхвърча във въздуха при експлозивна декомпресия от полет 243 на „Алоха Еърлайнс“, „Боинг 737“, когато част от фюзелажа на самолета се разкъсва по време на полет. Тялото ѝ така и не е намерено.
- 1997 г. – Влиза в сила Конвенцията за химическите оръжия от 1993 за използване на химически оръжия; Русия, Ирак и Северна Корея са държавите, които не подписват договора.
- 1999 г. – Косовска война: България и НАТО сключват споразумение за транзитно преминаване през въздушното пространство на страната на самолети на НАТО в рамките на операция „Съюзна сила“.
- 2001 г. – Милионерът Денис Тито от САЩ става първият космически турист, пътувайки на руски космически кораб до Международната космическа станция.

## Родени
- 1402 г. – Несауалкойотъл, ацтекски владетел на Текскоко († 1472 г.)
- 1442 г. – Едуард IV, крал на Англия († 1483 г.)
- 1630 г. – Чарлс Котън, британски поет († 1687 г.)
- 1758 г. – Джеймс Монро, 5-и президент на САЩ († 1831 г.)
- 1765 г. – Франсоа Лакроа, френски математик († 1834 г.)
- 1838 г. – Тобиас Михаел Карел Асер, холандски юрист и държавник, Нобелов лауреат през 1911 г. († 1913 г.)
- 1841 г. – Николай Маковски, руски художник, передвижник († 1886 г.)
- 1874 г. – Карл Краус, австрийски публицист и писател († 1936 г.)
- 1879 г. – Теодор Капидан, румънски лингвист († 1953 г.)
- 1889 г. – Антонио ди Оливейра Салазар, португалски политик († 1970 г.)
- 1894 г. – Стоян Райнов, български художник († 1978 г.)
- 1900 г. – Ян Оорт, холандски астроном († 1992 г.)
- 1906 г. – Курт Гьодел, австрийски математик († 1978 г.)
- 1908 г. – Оскар Шиндлер, немски бизнесмен и хуманист († 1974 г.)
- 1916 г. – Феручо Ламборгини, италиански автомобилен производител († 1993 г.)
- 1924 г. – Кенет Каунда, президент на Замбия 2021
- 1926 г. – Харпър Ли, американска писателка († 2016 г.)
- 1928 г. – Ив Клайн, френски художник († 1962 г.)
- 1931 г. – Димитър Овчаров, български археолог и изкуствовед († 2013 г.)
- 1932 г. – Веселин Бранев, български сценарист и режисьор († 2014 г.)
- 1933 г. – Цанко Апостолов, български скулптор
- 1935 г. – Сабин Марков, български оперен певец, баритон († 1993 г.)
- 1937 г. – Саддам Хюсеин, иракски диктатор и президент († 2006 г.)
- 1941 г. – Ан-Маргрет, шведско-американска актриса, певица и танцьорка
- 1943 г. – Джон Крайтън, американски тест пилот
- 1944 г. – Гюнтер Ферхойген, германски политик
- 1948 г. – Тери Пратчет, английски писател († 2015 г.)
- 1950 г. – Джей Лено, американски комик и тв водещ
- 1950 г. – Николай Вълчинов, български сценарист († 2010 г.)
- 1952 г. – Мери Макдонъл, американска актриса
- 1953 г. – Михаил Станчев, съветски и украински историк от български произход
- 1956 г. – Елена Мирчовска, българска актриса
- 1956 г. – Пол Локхарт, американски астронавт
- 1960 г. – Валтер Дзенга, италиански футболист
- 1961 г. – Анна Окса, италианска певица
- 1963 г. – Емил Марков, български актьор
- 1965 г. – Стивън Блум, американски актьор
- 1971 г. – Марин Бодаков, български поет († 2021 г.)
- 1973 г. – Хорхе Гарсия, американски актьор от испански произход
- 1974 г. – Пенелопе Крус, испанска актриса
- 1980 г. – Каролина Гочева, македонска певица
- 1981 г. – Джесика Алба, американска актриса
- 1994 г. – Цветелина Найденова, българска спортистка
- 2000 г. – Виктория де Анджелис, италианска басистка

## Починали
- 1726 г. – Томас Пит, британски предприемач и държавник (* 1653 г.)
- 1813 г. – Михаил Кутузов, руски военачалник (* 1745 г.)
- 1853 г. – Лудвиг Тик, немски поет (* 1773 г.)
- 1858 г. – Йоханес Петер Мюлер, германски физиолог (* 1801 г.)
- 1903 г. – Джозая Гибс, американски физик (* 1839 г.)
- 1918 г. – Гаврило Принцип, сръбски националист и атентатор (* 1894 г.)
- 1925 г. – Александър Боримечков, деец на БКП (* 1883 г.)
- 1936 г. – Фуад I, крал на Египет (* 1868 г.)
- 1938 г. – Едмунд Хусерл, немски философ (* 1859 г.)
- 1943 г. – Тодор Влайков, български писател, общественик и политик (* 1865 г.)
- 1945 г. – Бенито Мусолини, италиански диктатор (екзекутиран) (* 1882 г.)
- 1945 г. – Кларета Петачи, любовница на Бенито Мусолини (екзекутирана 1912 г.)
- 1954 г. – Леон Жуо, френски синдикалист, Нобелов лауреат през 1951 г. (* 1879 г.)
- 1957 г. – Ференц Хирзер, унгарски футболист и треньор (* 1902 г.)
- 1964 г. – Александър Койре, френски философ (* 1892 г.)
- 1984 г. – Силвия Аштън-Уорнър, новозеландска писателка (* 1908 г.)
- 1992 г. – Парашкев Хаджиев, български композитор (* 1912 г.)
- 1992 г. – Френсис Бейкън, английско-ирландски художник (* 1909 г.)
- 1998 г. – Дрексел Джером Люис Биксби, американски писател и сценарист (* 1923 г.)
- 1999 г. – Артър Шавлов, американски физик, Нобелов лауреат през 1981 г. (* 1921 г.)
- 2002 г. – Александър Лебед, руски генерал и държавник (* 1950 г.)
- 2012 г. – Матилде Камю, испанска поетеса (* 1919 г.)
- 2021 г. – Майкъл Колинс, американски астронавт (* 1930 г.)

## Празници
- Световен ден по охрана на труда
- Барбадос – Ден на националните герои
- Беларус – Задушница
- Израел – Ден на независимостта
- Канада – Национален ден в памет на жертвите на трудови злополуки
- Небраска (САЩ) – Ден на залесяването